# سيندي برونا
سيندي برونا (بالفرنسية: Cindy Bruna)‏ (مواليد 27 سبتمبر 1994) عارضة أزياء فرنسية، من أب ايطالي وأم كونغولية.

## روابط خارجية
- سيندي برونا على موقع IMDb (الإنجليزية)
- سيندي برونا على موقع ألو سيني (الفرنسية)
- سيندي برونا على موقع ميوزك برينز (الإنجليزية)
- سيندي برونا على موقع قاعدة بيانات الفيلم (الإنجليزية)
- سيندي برونا على موقع قاعدة بيانات الفيلم (الإنجليزية)
- سيندي برونا على موقع دليل عارضات الأزياء (الإنجليزية)
- سيندي برونا في موديلز.كوم